# یک دزد دریایی زیرآبی
یک دزد دریایی زیرآبی (انگلیسی: A Submarine Pirate) یک فیلم کمدی صامت کوتاه به کارگردانی چارلز آوری است که در سال ۱۹۱۵ منتشر شد. هارولد لوید هم در این فیلم نقشی بازی کرده است، اما نامش در عنوان‌بندیِ فیلم ذکر نشده است.

## بازیگران
- سیدنی چاپلین
- وسلی راگلز
- گلن کاوندر
- فیلیس آلن
- ویرجینیا فاکس
- ادگار کندی
- هاینی کانکلین
- فریتز چیدا
- جاش بینی
- هارولد لوید
- تد ادواردز